# Vale do Seixo
Vale do Seixo era una freguesia portuguesa del municipio de Trancoso, distrito de Guarda.

## Historia
Fue suprimida el 28 de enero de 2013, en aplicación de una resolución de la Asamblea de la República portuguesa promulgada el 16 de enero de 2013 al unirse con la freguesia de Vila Garcia, formando la nueva freguesia de Vale do Seixo e Vila Garcia.